# Rebelión de Shays

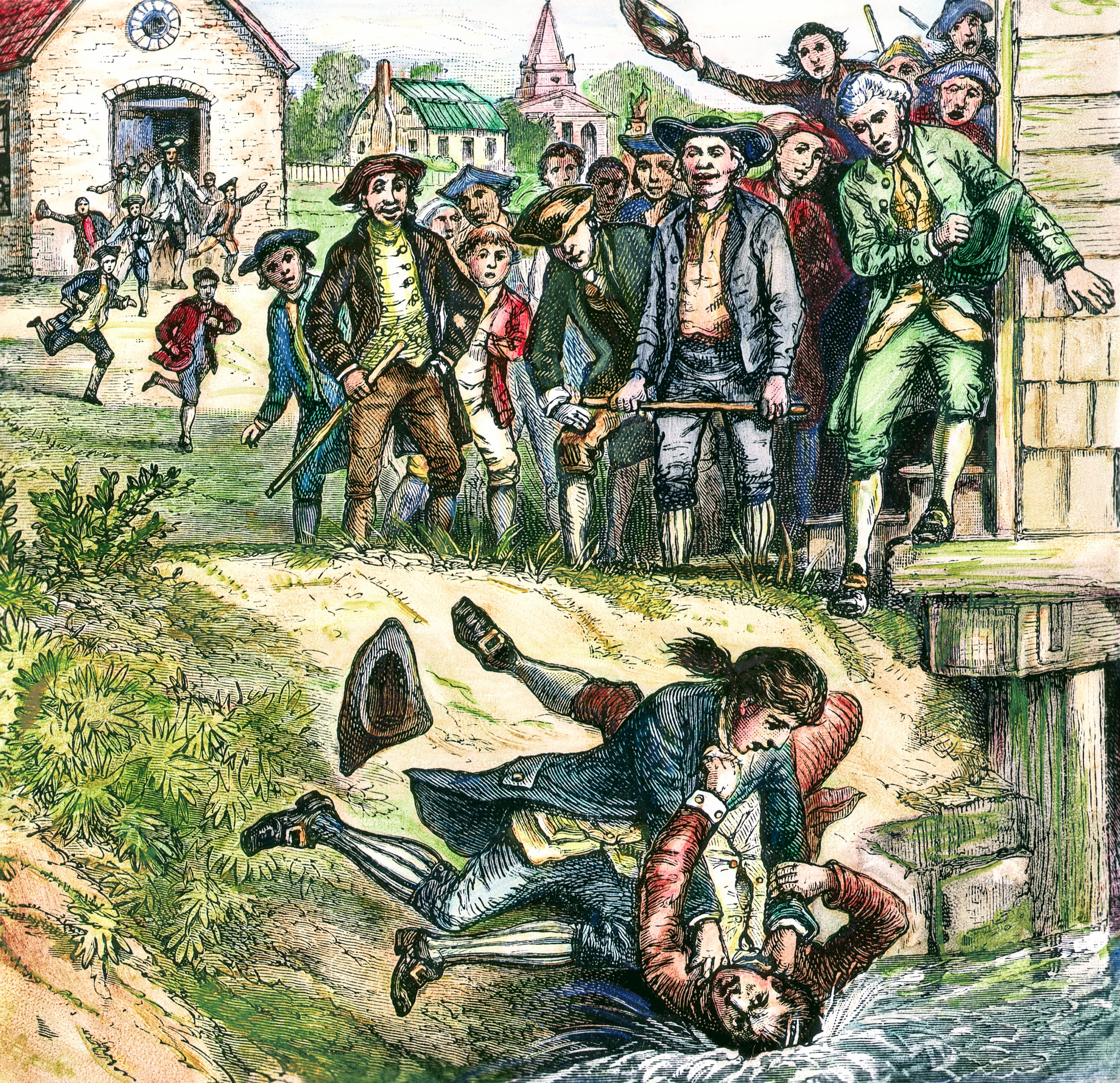
Manifestantes mirando a un deudor en una pelea con un recaudador de impuestos por el tribunal en Springfield, Massachusetts

La Rebelión de Shays fue un levantamiento armado en Massachusetts, principalmente en Springfield y sus alrededores durante 1786 y 1787. El veterano estadounidense de la Guerra de Independencia de los Estados Unidos Daniel Shays lideró a cuatro mil rebeldes (llamados shaysites) en una protesta contra las injusticias económicas y civiles percibidas. Shays era un granjero de Massachusetts al comienzo de la Guerra de Independencia; se unió al Ejército Continental, participó en las batallas de Lexington y Concord, Batalla de Bunker Hill y Batallas de Saratoga, y finalmente fue herido en combate.
En 1787, los rebeldes de Shays marcharon contra la Armería de los Estados Unidos en Springfield en un intento fallido de apoderarse de sus armas y derrocar al gobierno. El gobierno federal se encontró incapaz de financiar tropas para sofocar la rebelión, y en consecuencia fue sofocada por la milicia del Estado de Massachusetts y una milicia local financiada con fondos privados. La opinión generalizada era que los Artículos de la Confederación necesitaban ser reformados como el documento gobernante del país, y los eventos de la rebelión sirvieron como un catalizador para la Convención de Filadelfia y la creación del nuevo gobierno.
El impacto de la Rebelión de Shays hizo que el general retirado George Washington regresara a la vida pública, lo que condujo a sus dos términos como primer presidente de los Estados Unidos. Todavía hay debate entre los estudiosos sobre la influencia de la rebelión en la Constitución y su ratificación.

## Antecedentes

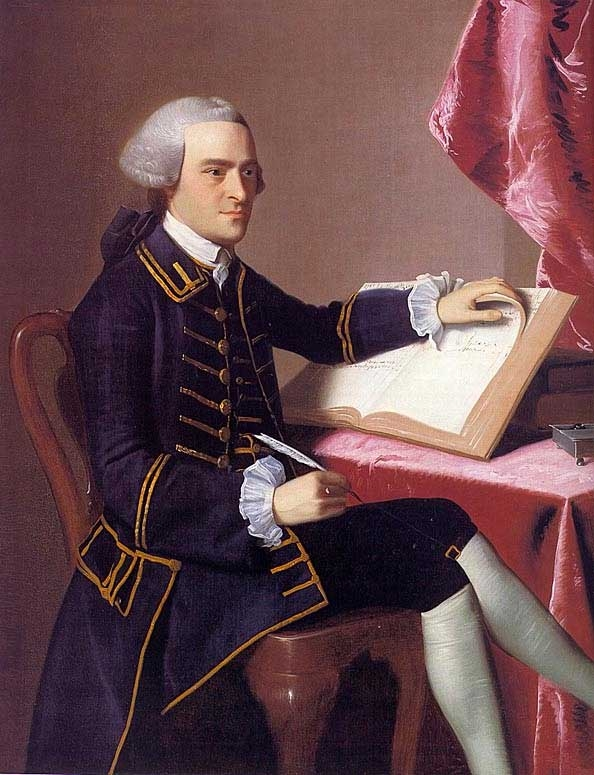
El gobernador populista John Hancock se negó a tomar medidas enérgicas contra la morosidad fiscal y aceptó el papel moneda devaluado por deudas.

La economía durante la Guerra de Independencia de los Estados Unidos fue en gran parte la agricultura de subsistencia en las zonas rurales de Nueva Inglaterra, particularmente en las ciudades montañosas del centro y el oeste de Massachusetts. Algunos residentes en estas áreas tenían pocos activos más allá de su tierra, y se intercambiaban bienes y servicios. En tiempos de escasez, los agricultores podían obtener productos a crédito de los proveedores en las ciudades de mercado locales que serían pagados cuando los tiempos fueran mejores. Por el contrario, había una economía de mercado en las zonas costeras más desarrolladas económicamente de la bahía de Massachusetts y en el fértil valle del río Connecticut, impulsado por las actividades de los comerciantes al por mayor que se ocupan de Europa y las Indias Occidentales. El gobierno del estado estaba dominado por esta clase mercantil.
Cuando la Guerra Revolucionaria terminó en 1783, los socios comerciales europeos de los comerciantes de Massachusetts se negaron a concederles líneas de crédito e insistieron en que pagaran por los bienes con moneda fuerte, a pesar de la escasez en todo el continente de dicha moneda. Los comerciantes comenzaron a exigir lo mismo a sus socios comerciales locales, incluidos los que operaban en las ciudades de mercado en el interior del estado. Muchos de estos comerciantes pasaron esta demanda a sus clientes, aunque el gobernador John Hancock no impuso una fuerte demanda de divisas a los prestatarios más pobres y se negó a enjuiciar activamente la recaudación de impuestos morosos. La población agrícola rural generalmente no podía satisfacer las demandas de los comerciantes y las autoridades civiles, y algunos comenzaron a perder sus tierras y otras posesiones cuando no podían cumplir con sus obligaciones tributarias y de deuda. Esto condujo a fuertes resentimientos contra los recaudadores de impuestos y los tribunales, donde los acreedores obtuv
eron sentencias contra deudores, y donde los recaudadores de impuestos obtuvieron fallos que autorizaban las incautaciones de propiedades. Un agricultor identificado como «Arado Jogger» resumió la situación en una reunión convocada por plebeyos agraviados:

He sido muy maltratado, me han obligado a hacer más que mi parte en la guerra, he estado cargado con impuestos de clases impuestos de ciudades, impuestos de provincias, imuestos de Continental y todas los impuestos ... han sido arrastrados y acarreados por sheriffs, alguaciles y recolectores, y mi ganado se vendió por menos de lo que valía ... Los grandes hombres obtendrán todo lo que tenemos y creo que es hora de que nos levantemos y lo detengamos, y no tengamos más tribunales, ni sheriffs, ni coleccionistas ni abogados.

Los veteranos habían recibido poco dinero durante la guerra y se enfrentaban con dificultades adicionales para cobrar los salarios que les debía el Estado o el Congreso de la Confederación, y algunos soldados comenzaron a organizar protestas contra estas condiciones económicas opresivas. En 1780, Daniel Shays renunció al ejército sin cobrar y se fue a casa para encontrarse en juicio por falta de pago de las deudas. Pronto se dio cuenta de que no estaba solo en su incapacidad para pagar sus deudas y comenzó a organizar el como aliviar la deuda.

## Primeros rumores

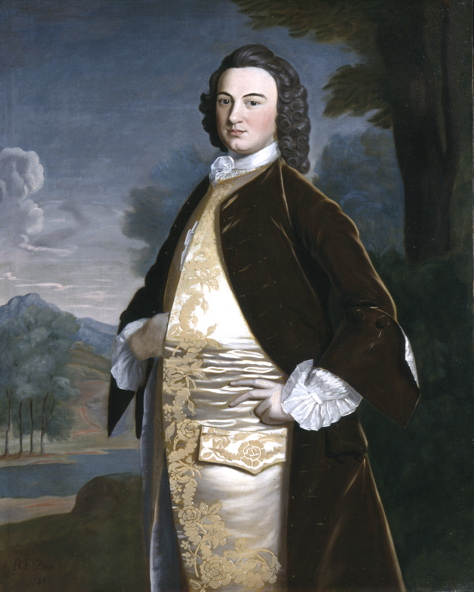
El gobernador James Bowdoin instituyó una pesada carga impositiva y aumentó la recaudación de impuestos atrasados.

Una protesta temprana contra el gobierno fue dirigida por Job Shattuck de Groton (Massachusetts) en 1782, quien organizó a los residentes para evitar físicamente que los recaudadores de impuestos hicieran su trabajo. Una segunda protesta a gran escala tuvo lugar en Uxbridge (Massachusetts), en la frontera con Rhode Island, el 3 de febrero de 1783, cuando una turba tomó la propiedad que había sido confiscada por un agente y se la devolvió a sus dueños. El gobernador Hancock ordenó al alguacil que reprimiera estas acciones.
La mayoría de las comunidades rurales intentaron usar el proceso legislativo para obtener aplazar la deuda. Peticiones y propuestas se presentaron repetidamente a la legislatura estatal para emitir papel moneda, lo que depreciaría la moneda y haría posible pagar una deuda de alto valor con papel de menor valor. Los comerciantes se opusieron a la idea, incluido James Bowdoin, ya que podían perder con tales medidas, y las propuestas fueron rechazadas repetidamente.
El gobernador Hancock renunció a principios de 1785 citando razones de salud, aunque algunos sugirieron que estaba anticipando problemas. Bowdoin había perdido repetidas veces ante Hancock en elecciones anteriores, pero fue elegido gobernador ese año, y las cosas se volvieron más graves. Él intensificó las acciones civiles para cobrar los impuestos atrasados, y la legislatura exacerbó la situación mediante la imposición de un impuesto adicional a la propiedad para recaudar fondos para la parte del estado de los pagos de la deuda externa. Incluso comentaristas comparativamente conservadores como John Adams observaron que estos gravámenes eran «más pesados de lo que la gente podía soportar».

## Cierre de los tribunales
Las protestas en Massachusetts rural se convirtieron en acción directa en agosto de 1786 después de que la legislatura estatal se suspendió sin considerar las numerosas peticiones que se habían enviado a Boston. El 29 de agosto, una fuerza bien organizada de manifestantes se formó en Northampton (Massachusetts), e impidió con éxito que la corte del condado se sentara. Los líderes de esta fuerza proclamaron que estaban buscando una solución para los engorrosos procesos judiciales que estaban privando a la gente de sus tierras y posesiones. Se llamaron «reguladores», una referencia al movimiento Regulador de Carolina del Norte que buscó reformar las prácticas corruptas a fines de la década de 1760.
El gobernador Bowdoin emitió una proclamación el 2 de septiembre denunciando tal acción de la mafia, pero no tomó medidas militares más allá de planear una respuesta de la milicia a acciones futuras. La corte fue cerrada en Worcester (Massachusetts) por una acción similar el 5 de septiembre, pero la milicia del condado se negó a salir, ya que se componía principalmente de hombres simpatizantes con los manifestantes. Los gobernadores de los estados vecinos actuaron decisivamente, llamando a la milicia a perseguir a los cabecillas en sus propios estados después de las primeras protestas. Los asuntos se resolvieron sin violencia en Rhode Island porque el «partido del país» obtuvo el control de la legislatura en 1786 y promulgó medidas que obligaban a sus comerciantes a negociar papeles de deuda por moneda devaluada. Los comerciantes de Boston estaban preocupados por esto, especialmente Bowdoin, quien tenía más de £ 3.000 en notas de Massachusetts.
Daniel Shays había participado en la acción de Northampton y comenzó a tomar un papel más activo en el levantamiento en noviembre, aunque negó firmemente que fuera uno de sus líderes. El Tribunal Supremo de Justicia de Massachusetts acusó a 11 líderes de la rebelión como «personas desordenadas, desenfrenadas y sediciosas». El tribunal estaba programado para reunirse el próximo 26 de septiembre en Springfield (Massachusetts), y Shays organizó un intento de cerrarlo en Northampton, mientras que Luke Day organizó un intento en Springfield. Se les anticipó William Shepard, el comandante local de la milicia, que comenzó a reunir milicias que apoyaban al gobierno, el sábado antes de que la corte se reuniera, y tenía 300 hombres protegiendo el palacio de justicia de Springfield antes del horario de apertura. Shays y Day pudieron reclutar a un número similar, pero decidieron manifestarse, ejercitando sus tropas fuera de las líneas de Shepard en lugar de intentar apoderarse del edificio. Los jueces primero pospusieron las audiencias y luego suspendieron el 28 sin escuchar ningún caso. Shepard retiró su fuerza —que había crecido a unos 800 hombres— a Springfield Armory, que se rumoreaba que era el blanco de los manifestantes.

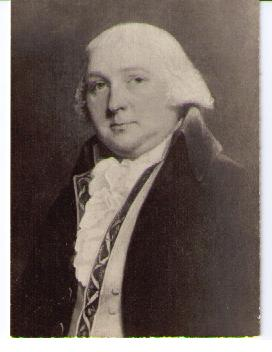
El general de la milicia William Shepard defendió la Armería de Springfield contra la acción rebelde.

Las protestas también tuvieron éxito con el cierre de los tribunales en Great Barrington , Concord y Taunton (Massachusetts), en septiembre y octubre. James Warren le escribió a John Adams el 22 de octubre, «Ahora estamos en un estado de Anarquía y Confusión que linda con la Guerra Civil». Los tribunales pudieron reunirse en los pueblos y ciudades más grandes, pero requirieron la protección de la milicia que Bowdoin llamó para ese propósito. El gobernador Bowdoin ordenó a la legislatura que «vindique la dignidad insultada del gobierno». Samuel Adams afirmó que los extranjeros («emisarios británicos») estaban instigando la traición entre los plebeyos, y ayudó a redactar una Ley antidisturbios y una resolución por la que se suspendía el habeas corpus para permitir que las autoridades mantuvieran a las personas en la cárcel sin juicio.
Adams propuso una nueva distinción legal para que la rebelión en una república se castigara con la ejecución. La legislatura también se movió para hacer algunas concesiones que molestaron a los granjeros, diciendo que ciertos impuestos viejos ahora podrían pagarse en bienes en lugar de moneda dura. A estas medidas siguió una que prohibía el discurso crítico al gobierno y ofrecía indultos a manifestantes dispuestos a prestar juramento de lealtad.  Estas acciones jurídicas no tuvieron éxito en sofocar las protestas, y la suspensión del habeas corpus alarmó a muchos.
Se emitieron órdenes para el arresto de varios de los cabecillas de la protesta, y un grupo de unos 300 hombres cabalgó a Groton el 28 de noviembre para arrestar a Job Shattuck y otros líderes rebeldes en el área. Shattuck fue perseguido y arrestado el 30 y fue herido por un corte de espada en el proceso. Esta acción y el arresto de otros líderes de protesta en las partes orientales del estado enojaron a otros en el oeste, y comenzaron a organizar un derrocamiento del gobierno estatal. «Las semillas de la guerra ahora se siembran», escribió un corresponsal en Shrewsbury, y hacia mediados de enero los líderes rebeldes hablaron de aplastar al «gobierno tiránico de Massachusetts».

## Rebelión
El gobierno federal no había podido reclutar soldados para el ejército debido a la falta de fondos, por lo que los líderes de Massachusetts decidieron actuar de manera independiente. El 4 de enero de 1787, el gobernador Bowdoin propuso la creación de un ejército de milicia financiado por privados. El exgeneral del ejército continental Benjamin Lincoln solicitó fondos y recaudó más de £ 6,000 entre más de 125 comerciantes antes de finales de enero. Los 3.000 milicianos que fueron reclutados en este ejército procedían casi en su totalidad de los condados del este de Massachusetts, y marcharon al Worcester el 19 de enero.

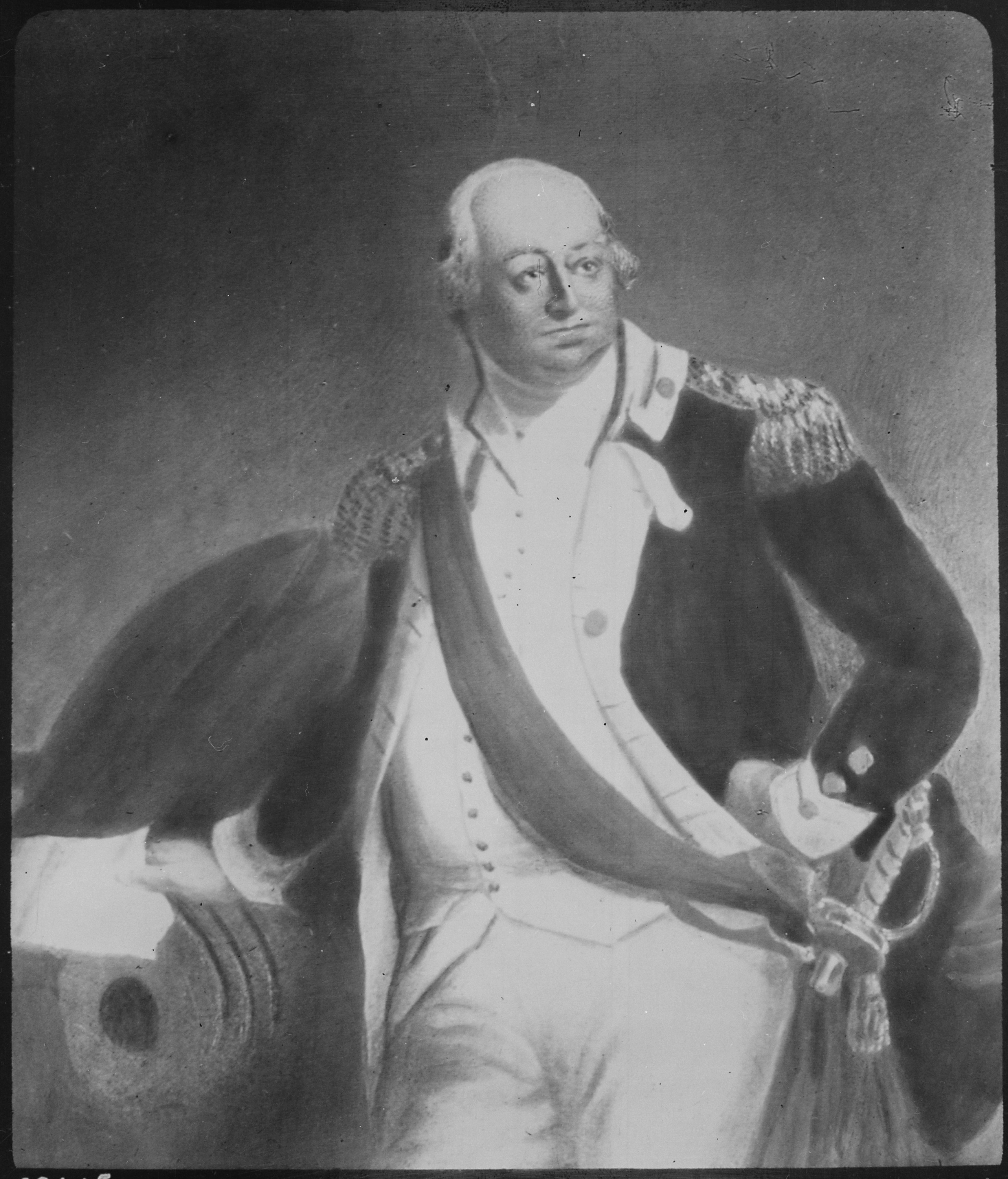
General Benjamin Lincoln, retratado por Henry Sargent.

Mientras las fuerzas del gobierno se reunían, Shays y Day junto con otros líderes rebeldes en el oeste organizaron sus fuerzas estableciendo regimientos regionales que eran dirigidos por comités democráticamente elegidos. Su primer objetivo importante fue el arsenal federal en Springfield. El general Shepard había tomado posesión de la armería bajo las órdenes del gobernador Bowdoin, y utilizó su arsenal para armar una fuerza miliciana de 1,200. Había hecho esto a pesar del hecho de que la armería era propiedad federal, no estatal, y no tenía permiso del Secretario de Guerra, Henry Knox.
Los insurgentes estaban organizados en tres grupos principales y tenían la intención de rodear y atacar a la armería simultáneamente. Shays tenía un grupo al este de Springfield cerca de Palmer, Luke Day tenía una segunda fuerza a través del río Connecticut en West Springfield, y la fuerza bajo Eli Parsons estaba al norte en Chicopee. Los rebeldes habían planeado su asalto para el 25 de enero, pero Day lo cambió en el último minuto y envió un mensaje a Shays indicando que no estaría listo para atacar hasta el 26. El mensaje de Day fue interceptado por los hombres de Shepard, por lo que la milicia de Shays y Parsons se acercó a la armería el día 25 sin saber que no tendrían apoyo del oeste.

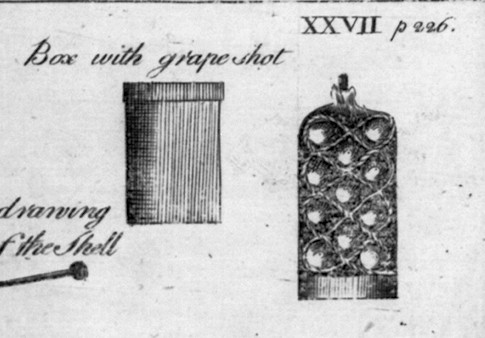
Detalle de un racimo de metralla en un dibujo de municiones de artillería de la guerra de Independencia de los Estados Unidos.

En cambio, encontraron a la milicia de Shepard esperándolos. Shepard primero ordenó disparos de advertencia sobre las cabezas de los hombres de Shays, y luego ordenó a dos cañones disparar un racimo de metralla. Cuatro shaysites fueron asesinados y 20 heridos. No hubo fuego de mosquetes por ninguno de los lados, y el avance rebelde colapsó.  La mayoría de las fuerzas rebeldes huyeron hacia el norte, tanto los hombres de Shay como los de Day, y finalmente se reagruparon en Amherst (Massachusetts).
El general Lincoln inmediatamente comenzó a marchar hacia el oeste desde Worcester con los 3.000 hombres que habían sido reunidos. Los rebeldes se movieron generalmente al norte y al este para evitarlo, y finalmente establecieron un campamento en Petersham. Asaltaron las tiendas de los comerciantes locales para tener suministros para el camino y tomaron algunos de los comerciantes como rehenes. Lincoln los persiguió y llegó a  Pelham el 2 de febrero, a unos 48 km de Petersham. Lideró a su milicia en una marcha forzada a Petersham a través de una tormenta de nieve en la noche del 3 al 4 de febrero, llegando temprano por la mañana. Sorprendieron al campamento rebelde tan a fondo que los rebeldes se dispersaron «sin tiempo para llamar a sus partidos o incluso a sus guardias». Lincoln afirmó haber capturado a 150 hombres, pero ninguno de ellos era oficial, y el historiador Leonard Richards ha cuestionado la veracidad del informe. La mayoría de los líderes escaparon al norte hacia New Hampshire y Vermont, donde se refugiaron a pesar de las reiteradas demandas de que fueran devueltos a Massachusetts para su juicio.

## Solución de remanentes
La marcha de Lincoln marcó el final de la resistencia organizada a gran escala. Los cabecillas que eludieron la captura huyeron a los estados vecinos y continuaron los focos de resistencia local. Algunos líderes rebeldes se acercaron a Lord Dorchester en busca de ayuda, el gobernador británico de la Provincia de Quebec (1763-1791) que, según los informes, prometió asistencia en forma de guerreros mohawk dirigidos por Joseph Brant. La propuesta de Dorchester, sin embargo, fue vetada en Londres y no llegó ayuda a los rebeldes. El mismo día que Lincoln llegó a Petersham, la legislatura estatal aprobó proyectos de ley que autorizaban un estado de ley marcial y otorgar al gobernador amplias facultades para actuar contra los rebeldes. Los proyectos de ley también autorizaron pagos estatales para reembolsar a Lincoln y a los comerciantes que habían financiado el ejército, y autorizaron el reclutamiento de milicianos  adicionales. El 12 de febrero, la legislatura aprobó la Ley de descalificación para evitar una respuesta legislativa por parte de los simpatizantes de los rebeldes. Este proyecto de ley prohibía a los rebeldes reconocidos tener una variedad de cargos electos y designados.
La mayor parte del ejército de Lincoln se deshizo a finales de febrero cuando expiraban los alistamientos, y al finalizar el mes únicamente comandaba a 30 hombres en una base en Pittsfield. Mientras tanto, unos 120 rebeldes se habían reagrupado en New Lebanon, Nueva York, y cruzaron la frontera el 27 de febrero, marchando primero en Stockbridge , una importante ciudad comercial en el extremo suroeste del estado. Asaltaron las tiendas de comerciantes y las casas de comerciantes y profesionales locales. Esto llamó la atención del brigadier John Ashley, quien reunió una fuerza de unos 80 hombres y se encontró con los rebeldes en las cercanías de Sheffield al final del día, el encuentro más sangriento de la rebelión: 30 rebeldes resultaron heridos —uno mortalmente—, y al menos un soldado del gobierno murió y muchos resultaron heridos. Ashley se reforzó todavía más después del encuentro, e informó que tomó 150 prisioneros.

## Consecuencias
Cuatro mil personas firmaron confesiones reconociendo la participación en los eventos de la rebelión a cambio de la amnistía. Varios cientos de participantes finalmente fueron acusados de cargos relacionados con la rebelión, pero la mayoría de ellos resultaron indultados bajo una amnistía general que únicamente excluyó a algunos líderes. Dieciocho hombres fueron condenados a muerte, pero a la mayoría de ellos después de una apelación, fueron indultados o se les conmutó la pena. John Bly y Charles Rose, sin embargo, fueron ahorcados el 6 de diciembre de 1787.  También fueron acusados de delitos de derecho consuetudinario, ya que ambos eran saqueadores. Shays fue indultado en 1788 y regresó a Massachusetts después de esconderse en el bosque de Vermont.  Fue vilipendiado por la prensa de Boston, que lo pintó como un anarquista arquetípico opuesto al gobierno. Más tarde se trasladó a la zona de Conesus, Nueva York, donde murió pobre y sin reconocimiento en 1825.
El aplastamiento de la rebelión y los duros términos de reconciliación impuestos por la Ley de descalificación funcionaron políticamente contra el gobernador Bowdoin. Recibió pocos votos de las partes rurales del estado y fue derrotado por John Hancock en las elecciones para gobernador de 1787. La victoria militar se vio atenuada por los cambios fiscales en los años siguientes. La legislatura recortó los impuestos e impuso una moratoria a las deudas y también reorientó el gasto estatal de los pagos de intereses, lo que resultó en una disminución del 30 por ciento en el valor de los valores de Massachusetts, ya que esos pagos cayeron en la moratoria.

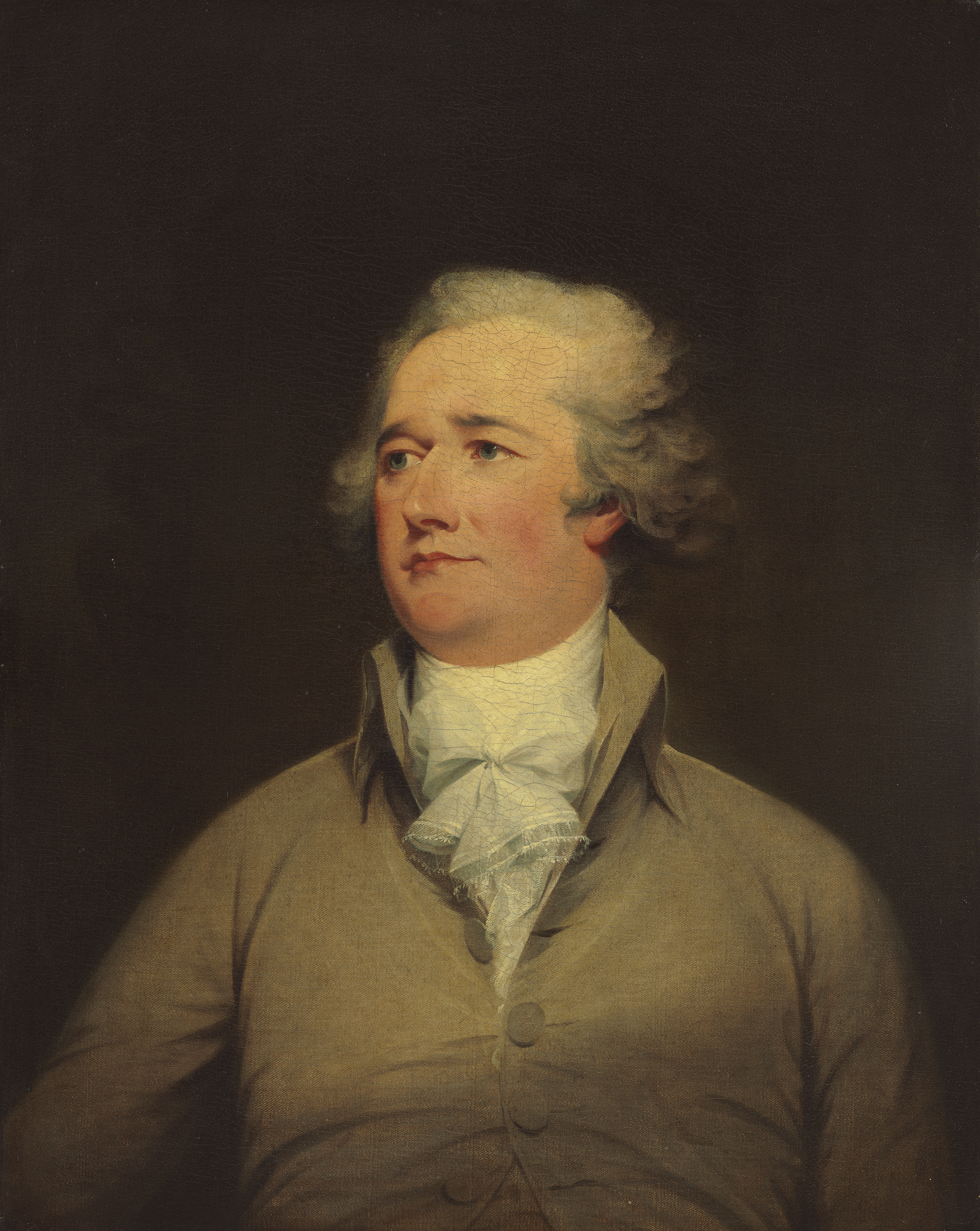
Alexander Hamilton, retrato de 1792.

Vermont era una república independiente no reconocida que había estado buscando la condición de Estado independiente en los reclamos de Nueva York sobre el territorio. Se convirtió en un beneficiario inesperado de la rebelión debido a la protección de los cabecillas rebeldes. Alexander Hamilton se separó de otros neoyorquinos, incluidos los grandes terratenientes con reclamos en el territorio de Vermont, pidiendo al estado que reconozca y apoye la solicitud de Vermont de admisión al sindicato. Citó la independencia de facto de Vermont y su capacidad para causar problemas al brindar apoyo a los descontentos de los estados vecinos, y presentó una legislación que rompió el punto muerto entre Nueva York y Vermont. Vermont respondió favorablemente a la obertura, empujando públicamente a Eli Parsons y Luke Day fuera del estado, pero silenciosamente continuando apoyando a otros. Vermont se convirtió en el decimocuarto estado después de las negociaciones con Nueva York y la aprobación de la nueva constitución.

## Impacto en la Constitución
Thomas Jefferson estaba sirviendo como embajador en Francia en ese momento y se negó a alarmarse por la Rebelión de Shays. Argumentó en una carta a James Madison el 30 de enero de 1787 que la rebelión ocasional sirve para preservar las libertades. «El árbol de la libertad debe renovarse de vez en cuando con la sangre de los patriotas y los tiranos. Es su abono natural».
Por el contrario, George Washington había estado pidiendo una reforma constitucional durante muchos años, y escribió en una carta a Henry Lee «Usted habla, mi buen señor, de emplear la influencia para apaciguar los tumultos actuales en Massachusetts. No sé dónde se puede encontrar esa influencia, o, si es posible, si sería un remedio adecuado para los trastornos. La influencia no es gobierno: tengamos un gobierno que garantice nuestras vidas, nuestras libertades y nuestras propiedades, o hagamos que sepamos lo peor de inmediato».

### Influencia sobre la Convención Constitucional

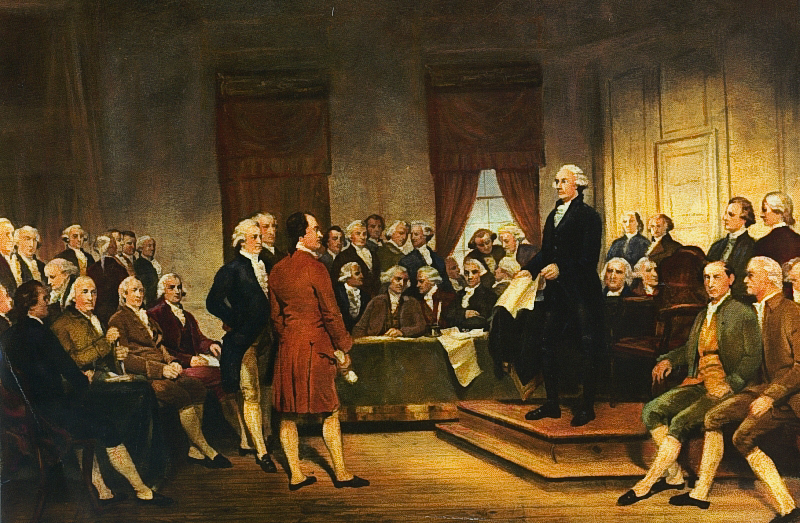
La Convención Constitucional de 1787, por Junius Brutus Stearns, en 1856.

En el momento de la rebelión, las debilidades del gobierno federal según lo constituían los artículos de la Confederación eran evidentes para muchos. Se estaba produciendo un vigoroso debate en todos los estados sobre la necesidad de un gobierno central más fuerte, con los federalistas que defienden la idea y los antifederalistas que se oponen a ellos. La opinión histórica está dividida sobre qué tipo de papel desempeñó la rebelión en la formación y posterior ratificación de la Constitución de los Estados Unidos, aunque la mayoría de los estudiosos coinciden en que desempeñó algún papel, al menos temporalmente atrayendo a algunos antifederalistas al lado fuerte del gobierno.
A principios de 1785, muchos comerciantes influyentes y líderes políticos ya estaban de acuerdo en que era necesario un gobierno central más fuerte. Poco después de la rebelión de Shay, delegados de cinco estados se reunieron en Annapolis, Maryland, del 11 al 14 de septiembre de 1786, y concluyeron que se necesitaban medidas enérgicas para reformar el gobierno federal, pero se disolvieron por falta de representación y autoridad plena, convocando a una convención de todos los estados que se celebraría en Filadelfia en mayo de 1787. El historiador Robert Feer señala que varias figuras prominentes esperaban que la convención fracasara, requiriendo una convención a gran escala, y el diplomático francés Louis-Guillaume Otto pensó que la convención fue interrumpida intencionalmente para lograr este fin.
A principios de 1787, John Jay escribió que los disturbios rurales y la incapacidad del gobierno central para financiar tropas en respuesta hicieron que «la ineficacia del gobierno federal se manifestara cada vez más». Henry Knox observó que el levantamiento en Massachusetts influyó claramente en los líderes locales que se habían opuesto previamente a un gobierno federal fuerte. El historiador David Szatmary escribe que el momento de la rebelión «convenció a las élites de los estados soberanos de que la reunión propuesta en Filadelfia debía tener lugar». Algunos estados retrasaron la elección de delegados a la convención propuesta, incluido Massachusetts, en parte porque se parecía a las convenciones «extra legales» organizadas por los manifestantes antes de que la rebelión se volviera violenta.

### Influencia sobre la Constitución

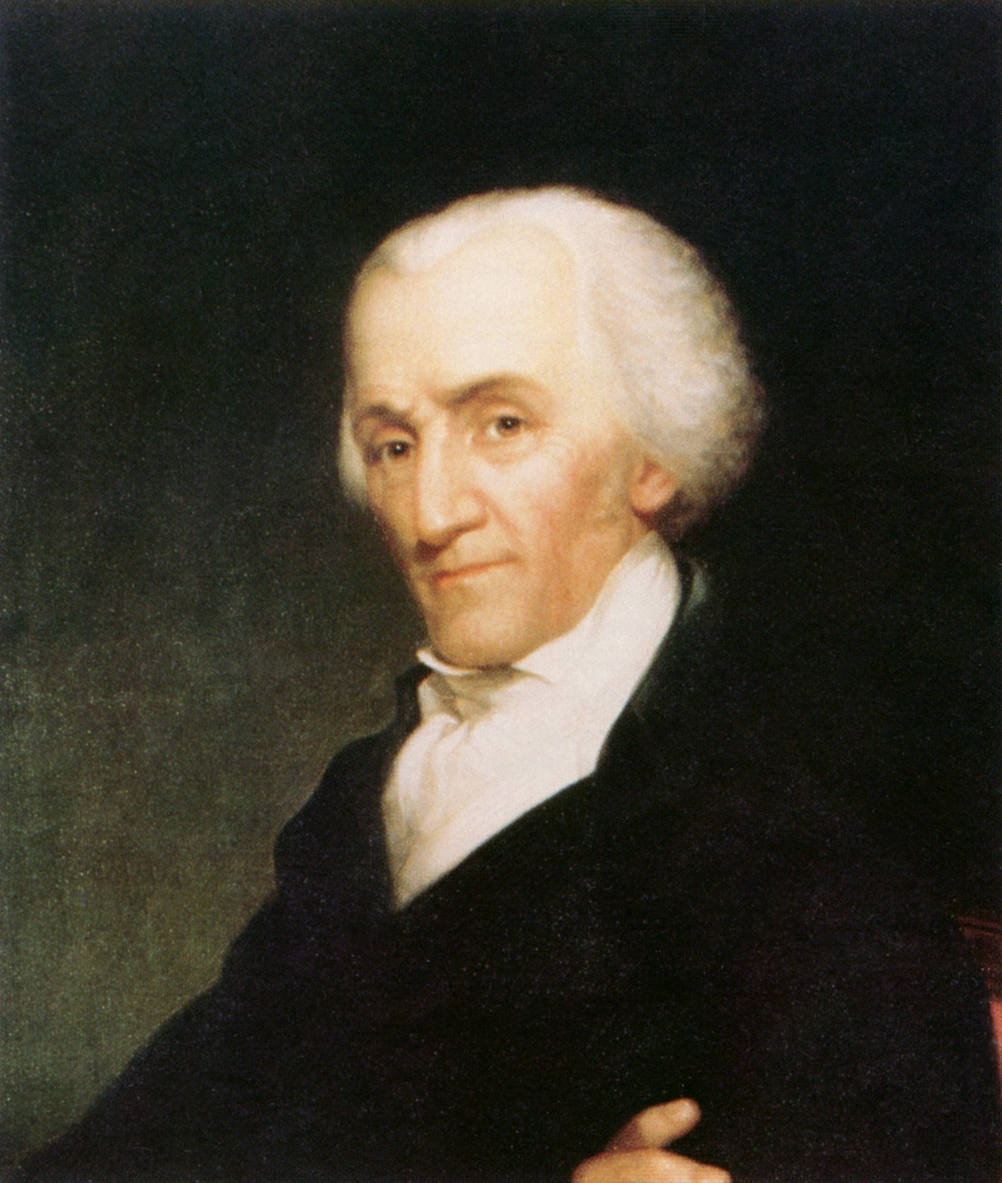
Elbridge Gerry se opuso a la Constitución tal como estaba redactada, aunque sus razones para hacerlo no estuvieron fuertemente influenciadas por la rebelión.

La convención que se reunió en Filadelfia estuvo dominada por defensores del gobierno fuerte.  El delegado Oliver Ellsworth de Connecticut argumentó que debido a que no se podía confiar en la gente —como daba ejemplo la Rebelión de Shays—, los miembros de la Cámara de Representantes federales deberían ser elegidos por las legislaturas estatales, no por el voto popular. El ejemplo de la rebelión de Shays también puede haber sido influyente en la adición de un lenguaje a la constitución sobre la capacidad de los estados para manejar la violencia doméstica y su capacidad para exigir el regreso de individuos de otros estados para su enjuiciamiento.
La rebelión también jugó un papel en la discusión de varios de los ejecutivos. Aunque conscientes de la tiranía, los delegados de la Convención Constitucional pensaron que un único ejecutivo sería más eficaz para responder a los disturbios nacionales.
Los federalistas citaron la rebelión como un ejemplo de las debilidades del gobierno de la confederación, mientras que opositores como Elbridge Gerry pensaron que una respuesta federal a la rebelión habría sido incluso peor que la del estado. —Gerry, un especulador mercantil y delegado de Massachusetts en el condado de Essex, fue uno de los pocos delegados a la convención que se rehusó a firmar la nueva constitución, aunque sus razones para hacerlo no se derivaron de la rebelión—.

### Influencia en la ratificación
Cuando se redactó la constitución, los federalistas consideraban que Massachusetts era un estado que tal vez no lo ratificara, debido al sentimiento generalizado antifederalista en las zonas rurales del estado. Los federalistas de Massachusetts, incluido Henry Knox, participaron activamente en los votos decisivos en los debates previos a la convención ratificadora del estado en 1788. Cuando se votó el 6 de febrero de 1788, los representantes de las comunidades rurales involucradas en la rebelión votaron en contra de la ratificación con un amplio margen, pero llegado el día, fue conseguida por una coalición de comerciantes, élites urbanas y líderes de las ciudades de mercado. El estado ratificó la constitución por un voto de 187 a 186.
Los historiadores están divididos sobre el impacto que la rebelión tuvo en los debates de ratificación. Robert Feer señala que los principales panfleteros federalistas rara vez lo mencionaron, y que algunos antifederalistas usaron el hecho de que Massachusetts sobrevivió a la rebelión como evidencia de que una nueva constitución era innecesaria. Leonard Richards responde que publicaciones como la Pennsylvania Gazette vinculaban explícitamente la opinión antifederalista con la causa rebelde, llamando a los opositores de la nueva constitución "Shaysites" y a los Federalistas "Washingtonianos".
David Szatmary argumenta que el debate en algunos estados se vio afectado, particularmente en Massachusetts, donde la rebelión tuvo un efecto polarizador.  Richards registra la observación del general Henry Jackson de que la oposición a la ratificación en Massachusetts fue motivada por «ese maldito espíritu de insurgencia», pero esa oposición más amplia en otros estados se originó en otras preocupaciones constitucionales expresadas por Elbridge Gerry, que publicó un folleto ampliamente distribuido que describía su preocupaciones sobre la vaguedad de algunos de los poderes otorgados en la constitución y su falta de una Carta de Derechos de los Estados Unidos.
Los poderes militares consagrados en la constitución pronto fueron puestos en práctica por el presidente George Washington. Después del paso por el Congreso de los Estados Unidos de la taxa del whisky, la protesta contra los impuestos que impuso comenzó en el oeste de Pensilvania. Las protestas se intensificaron y Washington lideró a las milicias federales y estatales para sofocar lo que ahora se conoce como la Rebelión del whisky.

## Memoriales

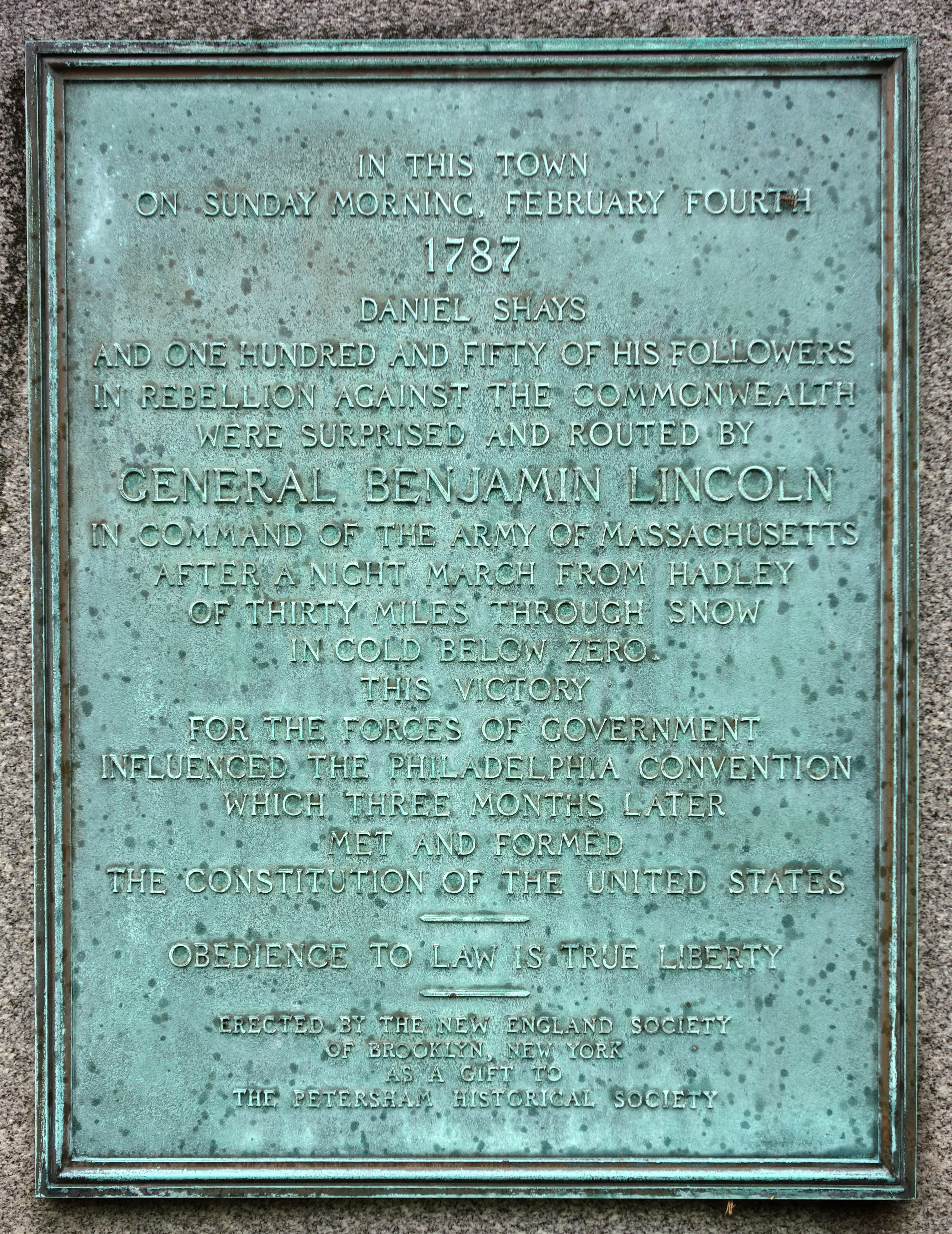
Monumento a Benjamin Lincoln en conmemoración del final de la rebelión el 4 de febrero de 1787, en Petersham.

Los eventos y las personas del levantamiento se conmemoran en las ciudades donde vivieron y en las que tuvieron lugar los eventos. Sheffield erigió un monumento conmemorativo —en la imagen de la introducción— marcando el sitio de la «última batalla», y Pelham hizo la conmemoración de Daniel Shays. La ruta 202 de los Estados Unidos, que atraviesa Pelham, se llama «autopista Daniel Shays». Una estatua del general Shepard fue erigida en su ciudad natal de Westfield.
En la ciudad de  , un monumento fue erigido en 1927 por la Sociedad de Nueva Inglaterra de Brooklyn, Nueva York. El monumento conmemora al general Benjamin Lincoln, que recaudó 3.000 soldados y desmanteló la rebelión el 4 de febrero de 1787. Termina con la frase: «La obediencia a la ley es la verdadera libertad».